# Wrangels ö

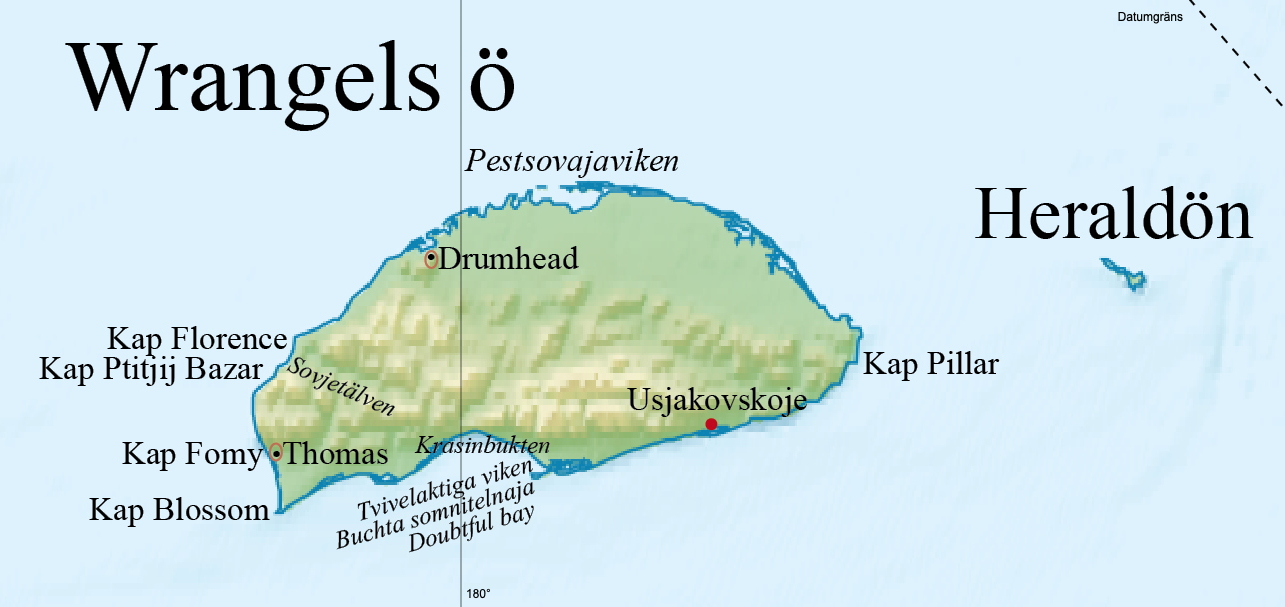
Tjuktjien, naturreservatet Wrangel med ortnamn enligt svensk transkription från ryska kartor.

Wrangels ö (ryska Остров Врангеля, Ostrov Vrangelja) är en ö belägen i Norra ishavet, utanför nordöstra Sibirien, Ryssland.
Ön har fått sitt namn efter Ferdinand von Wrangel, som letade efter den på 1820-talet efter att ha hört berättelser om den från tjuktjerna. Han lyckades dock inte med sitt företag utan äran för att ha "upptäckt" ön tillfaller istället Thomas Long, en amerikansk kapten på ett valfångstfartyg. 
Wrangelön är stenig och frusen och det finns bara en permanent bosättning. Djurlivet består av myskoxar, isbjörnar, sälar och lämlar. Ön besöks dock sommartid av olika typer av fåglar. Det är också bevisat att en mindre variant av den ullhåriga mammuten levde på ön fram till för 3 700 år sedan. På grund av detta misstänker man att öns vegetation påminner om den så kallade mammutstäppen som täckte stora delar av Eurasien och Nordamerika under den senaste istiden. Ön anses inte ha täckts av inlandsis.

## Geografi
Wrangels ö har en yta på 7 600 kvadratkilometer och är omkring 150 km från väst till öst och 80 km från nord till syd. Ön ligger 140 km norr om Sibiriens fastland och ön separerar Östsibiriska havet från Tjuktjerhavet i öster. Högsta berg är Gora Sovjetskaja, 1 096 m.ö.h.. Wrangels ö tillhör den autonoma regionen Tjuktjien.
Tillsammans med Heraldön utgör Wrangels ö ett stängt naturreservat.

### Flora och fauna
Wrangels ö var inte täckt av is under den senaste istiden. Därför har ön en extremt hög biologisk mångfald för att för att ligga så långt norrut. Botaniker har identifierat 417 arter av kärlväxter, fler än på någon annan arktisk ö. 23 arter är endemiska. Här finns världens största population av valross och isbjörnar. Gråval migrerar hit från Mexiko och 100-tals flyttfåglar häckar på Wrangels ö. På sommaren finns det en stor population av fjällräv och lämlar.

## Historia
Vid den senaste istiden sjönk havsytan så mycket att Wrangels ö hade landförbindelse med nordöstra Sibirien. Landisen nådde aldrig ön och fossilfynd har visat att de sista, ullhåriga mammutarna levde på ön ända till 1700 f.Kr. Spår efter de första bosättarna har funnits, men ingen mammutjakt har konstaterats. På 1820-talet tjänstgjorde den baltiske amiralen Ferdinand von Wrangel i den Kejserliga ryska flottan. 1823 ledde han en expedition till Östsibiriska havet för att kartlägga kusten. Han iakttog fågelsträck norrut och misstänkte att det fanns en oupptäckt ö, men han fann den aldrig.
År 1867 upptäckte den amerikanska valfångaren Thomas Long ön, markerade den på sitt sjökort och kallade den Wrangels land.
År 1879 startade en amerikansk arktisk expedition ledd av George W. De Long med målet att nå Nordpolen. USS Jeannette fastnade i packisen och drev förbi Wrangels ö och efter 21 månader sjönk hon vid Nysibiriska öarna. Endast 11 av 33 besättningsmän lyckades nå fastlandet och räddades.
1911 genomförde Ryssland en arktisk hydrografisk expedition med isbrytaren Vajgatj och byggde ett sjömärke på sydvästra udden.
Den 17 juni 1913 lämnade det kanadensiska örlogsfartyget Karluk örlogsbasen i Victoria, British Columbia med vetenskapsmän ombord för att utforska de arktiska farvattnen norr om Berings sund. Ledare för expeditionen var Vilhjálmur Stefánsson. Sex veckor senare började den arktiska vintern och Karluk frös fast i isen. Stefánsson och hans närmaste män lämnade fartyget med hundsläde och överlevde. I januari 1914 bröts fartyget sönder och kapten Bartlett och besättningen lämnade fartyget och slog läger på isen. Åtta män försökte nå land och återsågs aldrig mer. Bartlett och de övriga tog sig fram till Wrangels ö. Åtta månader senare räddades 12 utmärglade män av ett valfångstfartyg.

## Militärbas
Ryssland förklarade i februari 2020 att flera nya militärbaser kommer byggas i nordligaste Sibirien. Syftet är att exploatera arktiska resurser och säkerställa kontroll av sjötransporter längs Nordostpassagen, eftersom Kina planerar öppna en "polarområdets sidenväg" för snabbare transporter till den europeiska marknaden. Den östligaste basen blir på Wrangels ö vid Berings sund.